# New York School for the Deaf
Ne doit pas être confondu avec New York State School for the Deaf.
Le New York School for the Deaf, dont le nom est couramment abrégé en NYSD, est une école pour sourds, située à New York, aux États-Unis. Elle a été fondée en 1817.

## Histoire
En 1808, le révérend John Stanford a réuni un petit groupe d'enfants sourds pour leur enseigner l'alphabet et les compétences linguistiques à New York City. 
New York School for the Deaf est fondé en 1817 et a ouvert ses premières classes en 1818, juste après l'école américaine pour les sourds. NYSD est le 2e plus ancienne école sourds aux États-Unis. 

## Éducation
Depuis 1977, Fanwood utilise la méthode de communication totale pour l'éducation des sourds, qui emploie plusieurs moyens de communication, y compris la langue des signes et d'autres modes, selon les besoins de chaque enfant.

## Personnalité
- Bernard Bragg, un ancien élève[1].